# ريكس سيسيل

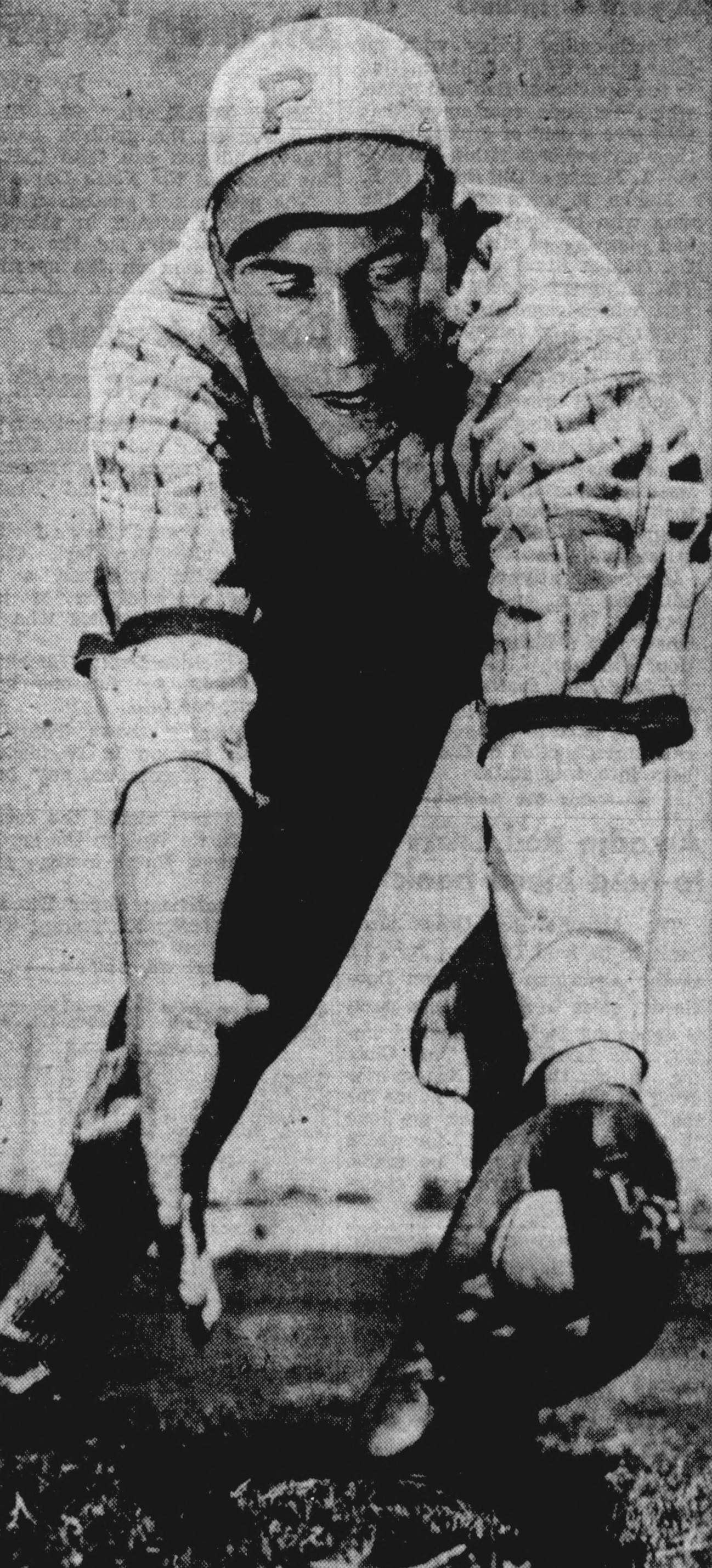
لاعب البيسبول الأمريكي ريكس سيسيل

ريكس سيسيل (بالإنجليزية: Rex Cecil) هو لاعب كرة قاعدة أمريكي، ولد في 8 أكتوبر 1916 في ليندسي في الولايات المتحدة، وتوفي في 30 أكتوبر 1966 في لونغ بيتش في الولايات المتحدة.

## وصلات خارجية
- ريكس سيسيل على موقعبيزبول رفرنس.كوم (الدوري الرئيسي) (الإنجليزية)
- ريكس سيسيل على موقع جمعية أبحاث البيسبول الأمريكية (الإنجليزية)